# Warner Bros. Discovery Argentina
A Imagen Satelital S.A., Faz negócios como Warner Bros. Discovery Argentina, é uma subsidiária da Warner Bros. Discovery Americas.
Warner Bros. Discovery Argentina distribui os canais da Warner Bros. Discovery na Argentina.

## Canais da Empresa
- Cartoon Network
- Cartoonito
- TBS
- TCM
- TNT
- HBO
- I-Sat
- TruTV
- Glitz*
- Tooncast
- Space
- TNT Series
- MuchMusic
- HTV
- CNN Chile
- CNN International
- CNN en Español
- Warner Channel

## Canais de Radio
- Radio CNN en Español fundado em(1997)

## Portais
- Amo El Cinema
- Amo Cinema